# Alex Fain
Alex Fain, Alexandre Marie Alphonse Jean Fain, född den 9 augusti 1912 i Mechelen, död den 4 januari 2009 i Bryssel, var en belgisk botaniker och akarolog.
Fain beskrev mer än 2 500 taxa, främst parasiter, inklusive 2 407 kvalster.
Auktorsnamnet Fain kan användas för Alex Fain i samband med ett vetenskapligt namn inom botaniken; se Wikipediaartiklar som länkar till auktorsnamnet.